# Modellvollständigkeit
In der Modelltheorie, einem Teilgebiet der mathematischen Logik, heißt eine Theorie modellvollständig, wenn Untermodelle besonders gut in ihrem Obermodell liegen.

## Definition
Eine Theorie {\displaystyle {\mathcal {T}}} heißt modellvollständig, wenn für zwei Modelle {\displaystyle {\mathfrak {A}}} und {\displaystyle {\mathfrak {B}}} von {\displaystyle {\mathcal {T}}} gilt, dass aus  {\displaystyle {\mathfrak {B}}\subseteq {\mathfrak {A}}} folgt, dass  {\displaystyle {\mathfrak {B}}} elementar in {\displaystyle {\mathfrak {A}}} liegt, in Zeichen {\displaystyle {\mathfrak {B}}\prec {\mathfrak {A}}}.

## Robinsons Test
Zum Nachweis der Modellvollständigkeit kann häufig Robinsons Test verwendet werden. 
Eine Formel {\displaystyle \phi } einer Sprache {\displaystyle {\mathcal {L}}} heißt existenziell, falls sie von der Form
{\displaystyle \exists x_{1},...,x_{n}\psi }
mit quantorenfreien {\displaystyle \psi } ist.
Analog heißt eine Formel universell, wenn sie von der Form
{\displaystyle \forall x_{1},...,x_{n}\psi }
mit quantorenfreien {\displaystyle \psi } ist.
Sind {\displaystyle {\mathfrak {B\subseteq A}}} zwei {\displaystyle {\mathcal {L}}} Modelle, so heißt {\displaystyle {\mathfrak {B}}} existenziell abgeschlossen in {\displaystyle {\mathfrak {A}}}, wenn jede existenzielle Aussage der Sprache {\displaystyle {\mathcal {L}}_{\mathfrak {B}}}, die in {\displaystyle {\mathfrak {A}}} gilt, auch in {\displaystyle {\mathfrak {B}}} gilt.
Robinsons Test lautet:
Für eine Aussagenmenge {\displaystyle {\mathcal {T}}} ist äquivalent:
1. {\displaystyle {\mathcal {T}}} ist modellvollständig.
2. Für zwei Modelle {\displaystyle {\mathfrak {B,A}}} von {\displaystyle {\mathcal {T}}} mit  {\displaystyle {\mathfrak {B}}\subseteq {\mathfrak {A}}} ist {\displaystyle {\mathfrak {B}}} existenziell abgeschlossen in {\displaystyle {\mathfrak {A}}}.
3. Zu jeder {\displaystyle {\mathcal {L}}}-Formel {\displaystyle \phi } gibt es eine universelle {\displaystyle {\mathcal {L}}}-Formel {\displaystyle \psi }, deren freie Variablen in den freien Variablen von {\displaystyle \phi } enthalten sind, so dass sich die Äquivalenz von {\displaystyle \phi } und {\displaystyle \psi } aus {\displaystyle {\mathcal {T}}} beweisen lässt.

## Vollständigkeit versus Modellvollständigkeit
Eine vollständige Theorie muss nicht modellvollständig sein noch muss eine modellvollständige Theorie vollständig sein. Hat aber eine modellvollständige Theorie ein Modell, dass sich in jedes andere Modell der Theorie einbetten lässt, so ist diese Theorie auch vollständig. (s. Primmodell)

## Modellbegleiter
Eine Theorie {\displaystyle {\mathcal {T}}^{*}} heißt Modellbegleiter einer Theorie {\displaystyle {\mathcal {T}}}, falls 
- {\displaystyle T\subseteq T^{*}}
- sich jedes Modell von {\displaystyle {\mathcal {T}}} zu einem Modell von {\displaystyle T^{*}} erweitern lässt und
- {\displaystyle {\mathcal {T}}^{*}} modellvollständig ist.

Es lässt sich zeigen, dass zu jeder Theorie höchstens ein Modellbegleiter existiert.

## Beispiele
- Die Theorie der dichten linearen offenen Totalordnung ist vollständig und modellvollständig. Sie ist Modellbegleiter der Theorie der linearen Ordnungen.
- Die Theorie der algebraisch abgeschlossenen Körper (ohne Aussage über die Charakteristik) ist nicht vollständig, aber modellvollständig.
- Die Theorie der algebraisch abgeschlossenen Körper einer festen Charakteristik hat ein Primmodell und ist sowohl vollständig als auch modellvollständig.
- Die Theorie der dichten linearen Totalordnung mit Extrema ist vollständig, aber nicht modellvollständig. Das Intervall {\displaystyle [0,1]} liegt nicht elementar im Intervall {\displaystyle [0,2]}.